# Chiyoda (schip, 1938)
De Chiyoda (Japans: 千代田) was een vliegdekschip van de Keizerlijke Japanse Marine. Ze werd oorspronkelijk als watervliegtuig-moederschip gebouwd, vooraleer ze werd omgebouwd tot een licht vliegdekschip in 1943-1944. Ze werd het zusterschip van de "Chitose". 

## Geschiedenis
Evenals haar zusterschip de "Chitose", vervoerde ze eerst watervliegtuigen en daarna werd ze omgebouwd tot het transporteren van dwergonderzeeboten. Deze kleine tweemansduikboten waren de Type A dwergonderzeeërs. Zij werden voor het eerst actief ingezet tijdens de aanval op Pearl Harbor op 7 december 1941, doch zonder noemenswaardig succes. 
De "Chiyoda" werd tot zinken gebracht met alle bemanningsleden nog aan boord in de Slag bij Kaap Engaño, tijdens de Slag in de Golf van Leyte op 25 oktober 1944. Hierbij verging eveneens op dezelfde dag haar zusterschip de "Chitose" door toedoen van Amerikaanse bommenwerpers, torpedoinslagen en scheepsgeschut. Beide lichte carriers lokten de Amerikaanse hoofdmacht weg van de landingsstranden op de Filipijnen. Dezelfde dag verging eveneens de "Zuiho".

## Bevelhebbers

### Als CVS
- Chef Uitrusting Officier - Kapt. Seiji Miziu - 20 november 1937 - 15 december 1938
- Kapt. Tomeo Kaku - 15 december 1938 - 15 november 1939
- Kapt. Tadao Yokoi - 15 november 1939 - 20 augustus 1940
- Kapt./RADM Kaku Harada - 20 augustus 1940 - 9 januari 1943 (Bevorderd tot schout-bij-nacht op 1 november 1942).

### Als CVL
- Kapt. Akitomo Beppu - 9 januari 1943 - 15 februari 1944 (gesneuveld)
- Kapt./RADM Eiichio Jyo - 15 februari 1944 - 25 oktober 1944 (gesneuveld) (Einde van de "Chiyoda").

## Chiyoda
- Gebouwd: 26 november 1934
- Te water gelaten: 29 november 1936
- In dienst gesteld: 25 juli 1938 (als watervliegtuig-moederschip)
- Hersteld en omgebouwd: 1942 - 1943 (tot licht vliegdekschip)
- Verloren gegaan: 25 oktober 1944 (Slag in de Golf van Leyte)

### Technische gegevens
- Klasse en type: Chitose-klasse en lichte vliegdekschip
- Waterverplaatsing: 11.200 ton (standaard)  - 15.300 ton (beladen)
- Lengte: 192,50 m
- Breedte 20,80 m
- Diepgang: 7,50 m
- Vermogen: 2 geschakelde turbines - 2 stoomturbines - 2 schouwen - 56.800 pk
- Snelheid: 28,9 knopen (53,50 km/h)
- Bemanning: 800 manschappen

### Bewapening
- Vliegtuigen: 30
- 8 x 127-mm kanonnen
- 30-48 (in 1944) x 25-mm snelvuurkanonnen